# 올리버 오켄
올리버 오켄(Oliver Oken)은 한나 몬타나의 등장인물이다. 마일리 스튜어트의 친구이다. 2화에서 마일리 스튜어트의 정체를 알게 된다.